# 千種本町
千種本町（ちくさほんまち）は、愛知県名古屋市千種区の地名。

## 歴史

### 沿革
- 1936年（昭和11年）10月1日 - 東区千種町の一部により、同区千種本町として成立[1]。
- 1937年（昭和12年）10月1日 - 千種区編入に伴い、同区千種本町となる[1]。
- 1941年（昭和16年）8月15日 - 一部が千石町に編入される[2]。
- 1979年（昭和54年）5月5日 - 道路部分の一部を残し、今池二丁目・吹上二丁目・千種一丁目・千種二丁目・千種三丁目・新栄三丁目にそれぞれ編入される[1]。